# 斉之平伸一
斉之平 伸一（さいのひら しんいち、1948年 - ）は、日本の実業家。三州製菓株式会社代表取締役社長。内閣総理大臣表彰、渋沢栄一賞受賞。埼玉県教育委員会委員長、埼玉県経営品質協議会代表幹事、埼玉県立大学理事等を歴任。

## 人物・経歴
東京都出身。1971年一橋大学経済学部を卒業して、松下電器産業株式会社（現パナソニック株式会社）に入社し国際本部で勤務。1976年、父が創業した三州製菓株式会社に入社。
1988年株式会社三州製菓代表取締役社長に就任。ニッチ市場に特化する戦略をとり、売上高を3倍以上に伸ばした。また、女性や外国人、高齢者などが働きやすい職場環境の整備を進め、2014年には経済産業省のAPEC女性活躍推進企業50選で日本企業5社のうち1社に選ばれた。2002年株式会社オプトテクニカ設立、同代表取締役社長。
2016年渋沢栄一賞受賞。同年内閣総理大臣表彰男女共同参画社会づくり功労者受賞。埼玉県経営品質協議会代表幹事、埼玉県教育委員会委員長、内閣府規制改革会議専門委員、埼玉県経営者協会副会長、公立大学法人埼玉県立大学理事、日本経団連中小企業委員会委員等も歴任。

## 著書
- 『脳力経営－新しい経営品質改革論』致知出版社 1998年
- 『3倍「仕事脳」がアップするダブル手帳術』東洋経済新報社 2006年